# 로지스틱 분포

로지스틱 분포의 예

로지스틱 분포(logistic distribution)는 누적 분포 함수가 로지스틱 함수가 되는 확률분포이다. 인공신경망에서도 사용된다.
로지스틱 분포는 연속 확률 분포이다. 누적 분포 함수는 로지스틱 회귀 및 피드포워드 신경망에서 나타나는 로지스틱 함수이다. 모양이 정규 분포와 비슷하지만 꼬리가 더 두껍다. (첨도가 더 높음) 로지스틱 분포는 튜키(Tukey) 람다 분포의 특별한 경우이다.

## 같이 보기
- 로지스틱 회귀
- 시그모이드 함수